# Gino Sgreva
Gino Sgreva (Verona, 24 aprile 1961) è un direttore della fotografia italiano.

## Biografia
Direttore della fotografia dal 1990, inizialmente firma le immagini di numerose campagne pubblicitarie italiane ed europee e di oltre quaranta videoclip musicali per vari artisti italiani (ad esempio, Zucchero, Gianna Nannini, Antonello Venditti e Laura Pausini) e americani come Toni Childs. Grazie al risultato fotografico di quest'ultimo, ottenuto anche mediante l'utilizzo di effetti speciali, viene scelto da Roman Polański per realizzare il video di Vasco Rossi Gli angeli, presentato alla Mostra del Cinema di Venezia del 1996. Ha girato anche due videoclip per Sting, Fields of Gold, con la partecipazione di Laetitia Casta, e Freak the Mighty, con la partecipazione di Sharon Stone.

## Filmografia

### Cinema
- Piccola mattanza, regia di Claudio Calabrò – cortometraggio (1996)
- I virtuali, regia di Luca Mazzieri e Marco Mazzieri (1996)
- Voglio una donnaaa!, regia di Luca Mazzieri e Marco Mazzieri (1998)
- Oltremare - Non è l'America, regia di Nello Correale (1998)
- Chiara, regia di Mary Asiride – cortometraggio (1998)
- Fairway - Una strada lunga un sogno, regia di Nello Correale (1999)
- Con gli occhi del cuore, regia di Antonello Belluco (2001)
- Se fossi in te, regia di Giulio Manfredonia (2001)
- Il trasformista, regia di Luca Barbareschi (2002)
- Sotto gli occhi di tutti, regia di Nello Correale (2003)
- El sueño de Paco, regia di Federico Bruno (2005)
- Cielo e terra, regia di Luca Mazzieri (2005)
- Antonio, guerriero di Dio, regia di Antonello Belluco (2006)
- Salvatore - Questa è la vita, regia di Gian Paolo Cugno (2006)
- Natale a Rio, regia di Neri Parenti (2008)
- Ma tu di che segno 6?, regia di Neri Parenti (2014)
- Vacanze ai Caraibi, regia di Neri Parenti (2015)
- Perduta, regia di Robert Gilbert – cortometraggio (2015)
- Natale da chef, regia di Neri Parenti (2017)
- Rosso amaranto, regia di Federica Salvatori – cortometraggio (2017)
- Malati di sesso, regia di Claudio Cicconetti (2018)
- La via del ritorno, regia di Antonio Carnemolla – cortometraggio (2019)
- Otto Neururer - Hoffnungsvolle Finsternis, regia di Hermann Weisskopf (2019)
- La mia banda suona il pop, regia di Fausto Brizzi (2020)
- Chet is Back, Chet Baker in Italia, regia di Nello Correale – documentario (2020)
- In vacanza su Marte, regia di Neri Parenti (2020)
- Ancora volano le farfalle, regia di Joseph Nenci (2023)

### Televisione
- Incompreso, regia di Enrico Oldoini – miniserie TV (1998)
- Assassini per caso, regia di Vittorio De Sisti – film TV (2000)
- Padre Pio, regia di Carlo Carlei – miniserie TV (2000)
- Piccolo mondo antico, regia di Cinzia TH Torrini – miniserie TV (2001)
- Ferrari, regia di Carlo Carlei – miniserie TV (2003)
- I ragazzi della via Pál, regia di Maurizio Zaccaro – miniserie TV (2003)
- Al di là delle frontiere, regia di Maurizio Zaccaro – miniserie TV (2004)
- Una famiglia in giallo – serie TV, 6 episodi (2005)
- Matilde, regia di Luca Manfredi – film TV (2005)
- Il padre delle spose, regia di Lodovico Gasparini – film TV (2006)
- Exodus - Il sogno di Ada, regia di Gianluigi Calderone – miniserie TV (2007)
- Giuseppe Moscati - L'amore che guarisce, regia di Giacomo Campiotti – miniserie TV (2007)
- La terza verità, regia di Stefano Reali – miniserie TV (2007)
- Il maresciallo Rocca e l'amico d'infanzia, regia di Fabio Jephcott – miniserie TV (2008)
- Dottor Clown, regia di Maurizio Nichetti – film TV (2008)
- Le segretarie del sesto, regia di Angelo Longoni – miniserie TV (2009)
- Io e mio figlio - Nuove storie per il commissario Vivaldi – serie TV, 6 episodi (2010)
- Gli ultimi del paradiso, regia di Luciano Manuzzi – miniserie TV (2010)
- La ladra, regia di Francesco Vicario – miniserie TV (2010)
- SOS Befana, regia di Francesco Vicario – film TV (2011)
- Fratelli detective – serie TV, 12 episodi (2011)
- Il generale Della Rovere, regia di Carlo Carlei – miniserie TV (2001)
- Cesare Mori - Il prefetto di ferro, regia di Gianni Lepre – miniserie TV (2012)
- Provaci ancora prof! – serie TV, 12 episodi (2012-2013)
- Il giudice meschino, regia di Carlo Carlei – miniserie TV (2014)
- Una buona stagione – serie TV, 6 episodi (2014)
- Una pallottola nel cuore – serie TV, 14 episodi (2016-2018)
- Il confine, regia di Carlo Carlei – miniserie TV (2018)

## Videoclip
- Vasco Rossi - Gli angeli, regia di Roman Polański (1996)